# انفجار منجم هاستينغز

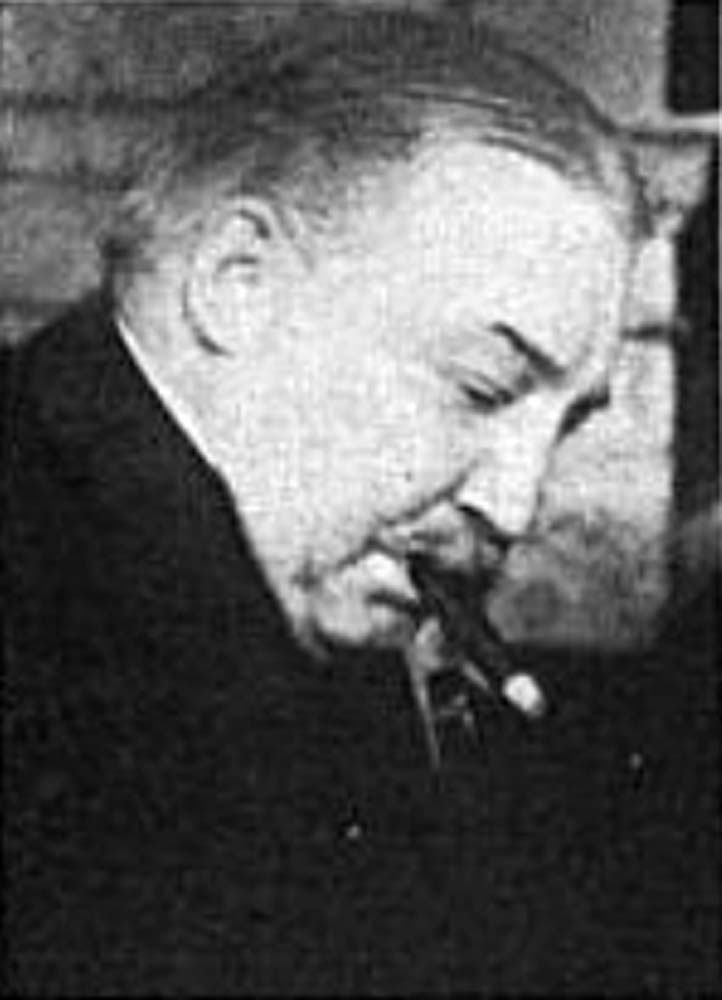
جون أوسجود، رئيس مجلس إدارة شركة فيكتور أميريكان للوقود

أنفجار منجم هاستينغ حريق في منجم الفحم التابع لشركة فيكتور أمريكان للوقود في هاستينغز، مقاطعة لاس أنيماس، كولورادو، في 27 أبريل 1917، والذي توفي فيه 121 شخصًا.
نُصب تذكاري صغير يشير إلى الموقع، في شارع كونتي 44، على بعد حوالي 1.5 كم غرب نصب لدلو. في يونيو 1912، قُتل اثنا عشر عاملاً في أنفجار في نفس المنجم.

## وصلات خارجية
- صور من نُصب أنفجار منجم هاستينغز
- حساب الصحافة من أخبار الفحم
- نُصب أنفجار منجم هاستينغز

إحداثيات: 37°20′0″N 104°36′0″W / 37.33333°N 104.60000°W